# Wikipedia în indoneziană
Wikipedia în indoneziană (în indoneziană Wikipedia bahasa Indonesia) este versiunea în limba indoneziană a Wikipediei, și se află în prezent pe locul 21 în topul Wikipediilor, după numărul de articole.  În prezent are peste 350 000 de articole.

## Cronologie
- 16 martie 2004: primele 1.000 de articole
- 31 mai 2005: primele 10.000 de articole
- 1 februarie 2007: primele 50.000 de articole
- 21 februarie 2009: primele 100.000 de articole
- 7 octombrie 2013: primele 300.000 de articole